# Jean-Pierre Stock
Jean-Pierre Stock, född 5 april 1900 i Paris, död 2 oktober 1950 i Caracas, var en fransk roddare.
Stock blev olympisk silvermedaljör i dubbelsculler vid sommarspelen 1924 i Paris.